# Ono, Fiji
Ono är en av Kadavuöarna i Fiji. Den är en av Kadavus uteliggare, och ligger syd om Viti Levu, en av Fijis huvudöar. Det är en vulkanö, och den är omgärdad av Stora Astrolaberevet. Den täcker en yta på 30 kvadratkilometer och har en maxhöjd på 354 meter över havet.
Ön är känd för en uråldrig jäsningsmetod. Maten lagras enligt den här metoden i ett hål i marken i flera år, för att förbereda inför framtida kriser. Öns ekonomi domineras av primärindustrier. På senare år har ön återplanterats med tall.